# Septuaginta Deutsch
Septuaginta Deutsch (Abkürzung: LXX.D) ist die erste wissenschaftliche Übersetzung des griechischen Alten Testaments (Septuaginta) ins Deutsche. Sie wurde seit 1999 von einem interdisziplinären Team von Bearbeitern aus den Bereichen Biblische Exegese und Alte Geschichte erstellt, die von Fachleuten für Klassische Philologie, Jüdische Studien und Translatologie beraten wurden. Die Herausgeber des Gesamtwerks sind Martin Karrer und Wolfgang Kraus. Mehrere Fachtagungen begleiteten die Entstehung der Übersetzung.
Dem selbständig benutzbaren Übersetzungsband, der 2009 erschien, folgte 2011 ein zweibändiger Kommentar.

## Textgrundlage
Die Übersetzer legten den vom Göttinger Septuaginta-Unternehmen erarbeiteten griechischen Text zugrunde, soweit dieser bereits erschienen war, sonst die Ausgabe von Alfred Rahlfs in der Neubearbeitung von Robert Hanhart. In manchen Büchern werden unterschiedliche Überlieferungen des Septuaginta-Textes in Spalten nebeneinander gedruckt: Kritai, alle Danielschriften, Esther, Tobit und die sogenannte versio Barberini im Buch Ambakum. In den Büchern Basileion II–IV werden Antiochenischer Text und Kaige-Rezension einander gegenübergestellt.
Der Textumfang der Septuaginta folgt Rahlfs, daher wurden die Psalmen Salomos in die Übersetzung aufgenommen.

## Charakteristik
Die Übersetzung hat das Ziel, die Septuaginta einem größeren Publikum zu erschließen. Sie ist stark an die Ausgangssprache gebunden und nimmt in Kauf, dass der Text in der Zielsprache sperrig sein kann. Die großen sprachlich-stilistischen Unterschiede zwischen den einzelnen Büchern der Septuaginta sollen nachvollziehbar sein. Sowohl Überschüsse als auch Divergenzen der Septuaginta gegenüber dem Masoretischen Text werden, so weit das möglich ist, durch Kursivschreibung kenntlich gemacht.
Den Gepflogenheiten von Bibelgesellschaften entsprechend, wurden die Erläuterungen der Übersetzungsentscheidungen in separate Bände ausgelagert. Der Arbeit der Hauptübersetzer der jeweiligen Bücher folgten mehrere Korrekturdurchgänge. Deshalb ist im Übersetzungsband nicht transparent, wem eine Übersetzungsentscheidung im Einzelfall zuzuordnen ist.
Dem Gebrauch der Septuaginta im Gottesdienst der Orthodoxen Kirche wurde durch Hinweise auf die orthodoxe Leseordnung und gegebenenfalls abweichende Lesarten in den orthodoxen liturgischen Büchern Rechnung getragen.

## Inhalt

### Pentateuch
- Genesis, Übersetzer: Peter Prestel, Stefan Schorch
- Exodos, Übersetzer: Jürgen Roloff, Ekkehard Weber
- Levitikon, Übersetzer: Cornelis den Hertog, Martin Vahrenhorst
- Arithmoi, Übersetzer: Martin Rösel, Christine Schlund
- Deuteronomion, Übersetzer: Cornelis den Hertog, Michael Labahn, Thomas Pola

### Geschichtsbücher und Erzählwerke

#### Die Vorderen Geschichtsbücher
- Jesus, Übersetzer: Cornelis den Hertog, Siegfried Kreuzer
- Kritai, Übersetzer: Jürgen Kabiersch, Siegfried Kreuzer, Thomas Schmeller, Ekkehard Weber
- Ruth, Übersetzer: Eberhard Bons

- Die Bücher der Königtümer
Basileion I, Übersetzer: Martin Meiser
Basileion II, Übersetzer: Martin Meiser
Basileion III, Übersetzer: Jobst Bösenecker, Siegfried Kreuzer
Basileion IV, Übersetzer: Jürgen Werlitz, Franz Winter

- Die Bücher der Chronik
Paraleipomenon I, Übersetzer: Antje Labahn
Paraleipomenon II, Übersetzer: Dieter Sänger

- Esdrasschriften
Esdras I, Übersetzer: Dieter Böhler
Esdras II, Übersetzer: Jürgen Kabiersch

#### Erzählwerke und jüngere Geschichtsbücher
- Esther, Übersetzer: Kristin De Troyer, Marie-Theres Wacker
- Judith, Übersetzer: Helmut Engel
- Tobit, Übersetzer: Beate Ego
- Die Bücher der Makkabäer
Makkabaion I, Übersetzer: Michael Tilly
Makkabaion II, Übersetzer: Kai Brodersen, Tobias Nicklas
Makkabaion III, Übersetzer: Thomas Knöppler
Makkabaion IV, Übersetzer: Hans-Josef Klauck

### Psalmen und Oden
- Psalmoi, Übersetzer: Michaela Bauks, Eberhard Bons, Ralph Brucker, Thomas J. Kraus, Stefan Seiler, Nathalie Siffer-Wiederhold, Frank Austermann, Ariane Cordes
- Odai, Übersetzer: Helmut Engel, Michael Lattke
- Psalmoi Solomontos, Übersetzer: Klaus Scholtissek, Georg Steins

### Weisheitsbücher
- Paroimiai, Übersetzer: Hans-Winfried Jüngling, Hermann von Lips, Ruth Scoralick
- Ekklesiastes, Übersetzer: Franz-Josef Backhaus
- Asma, Übersetzer: Jens Herzer, Christl M. Maier
- Job, Übersetzer: Martina Kepper, Markus Witte
- Sophia Salomonos, Übersetzer: Helmut Engel
- Sophia Sirach, Übersetzer: Eva-Marie Becker, Heinz-Josef Fabry, Michael Reitemeyer

### Prophetische Bücher
- Dodekapropheton
Osee, Übersetzer: Eberhard Bons
Amos, Übersetzer: Evangelia G. Dafni, Aaron Schart
Michaias, Übersetzer: Helmut Utzschneider
Joel, Übersetzer: Alexander Deeg, Barbara Eberhardt, Annette von Stockhausen
Abdiu, Übersetzer: Hans Schmoll, Helmut Utzschneider
Jonas, Übersetzer: Theo K. Heckel
Naum, Übersetzer: Heinz-Josef Fabry
Ambakum, Übersetzer: Heinz-Josef Fabry
Sophonias, Übersetzer: Hans Schmoll, Gottfried Seitz
Aggaios, Übersetzer: Thomas Pola
Zacharias, Übersetzer: Thomas Pola
Malachias, Übersetzer: Markus Müller, Ulrike Schorn

- Esaias, Übersetzer: Jürgen Kabiersch, Arie van der Kooij, Klaus Koenen, Florian Wilk

- Jeremianische Schriften
Jeremias, Übersetzer: Georg Fischer, Andreas Vonach
Baruch, Übersetzer: Wolfgang Kraus
Threnoi, Übersetzer: Rainer Hirsch-Luipold, Christl M. Maier
Epistole Jeremiu, Übersetzer: Wolfgang Kraus

- Jezekiel, Übersetzer: Almut Hammerstaedt-Löhr, Michael Konkel, Helmut Löhr, Knut Usener

- Danielschriften
Susanna, Übersetzer: Helmut Engel
Daniel, Übersetzer: Helmut Engel
Bel kai Drakon, Übersetzer: Claudia Bergmann, Helmut Engel

## Textausgabe
- Martin Karrer, Wolfgang Kraus (Hrsg.): Septuaginta Deutsch. Das griechische Alte Testament in deutscher Übersetzung. Deutsche Bibelgesellschaft, Stuttgart 2009, ISBN 978-3-438-05122-6.
- Martin Karrer, Wolfgang Kraus (Hrsg.): Erläuterungen und Kommentare – Genesis bis 4. Makkabäer (= Septuaginta Deutsch 1). Deutsche Bibelgesellschaft, Stuttgart 2011.
- Martin Karrer, Wolfgang Kraus (Hrsg.): Erläuterungen und Kommentare – Psalmen bis Daniel (= Septuaginta Deutsch 2). Deutsche Bibelgesellschaft, Stuttgart 2011.